# وولفرام لووه
وولفرام لووه (به آلمانی: Wolfram Löwe) بازیکن فوتبال و مهاجم اهل آلمان شرقی بود که از سال ۱۹۶۷ میلادی عضو تیم ملی فوتبال آلمان شرقی بوده‌است. وی در ۴۳ بازی ملی حضور داشته و در بازی‌های ملی‌اش ۱۲ گل به ثمر رساند. وولفرام لووه آخرین بازی ملی خود را در سال ۱۹۷۷ میلادی انجام داد.